# Nibiru (Sitchin)
Nibiru è un presunto pianeta descritto, sulla base di una personale interpretazione delle scritture sumere, dallo scrittore Zecharia Sitchin nell'ambito della sua teoria che vorrebbe che all'origine della vita sulla Terra ci fosse una presunta civiltà extraterrestre. Questa sua personale teoria è del tutto priva di riscontri e di qualunque base scientifica.

## La teoria di Sitchin
Zecharia afferma di aver scoperto, tramite le sue traduzioni dei testi Sumeri, evidenze che la razza umana sia stata in passato visitata da gruppi di extraterrestri provenienti da Nibiru, un pianeta distante del nostro sistema solare e che l'Homo sapiens stesso fu creato da loro incrociando alcuni individui della loro specie con l’Homo erectus. Le tesi sono state smentite in diverse occasioni dalla comunità scientifica; il lavoro di Zecharia Sitchin ha generato molta attenzione da parte di ufologi e vari cospirazionisti.
Sulla base di un'interpretazione personale delle scritture sumeriche, Sitchin giunse alla convinzione che Nibiru fosse un diverso e sconosciuto pianeta, il nono pianeta del sistema solare, il cosiddetto Pianeta X, posizionato dopo Plutone; esso avrebbe un'orbita molto allungata, tanto da avere un periodo di rivoluzione intorno al Sole di circa 3.600 anni. Tale pianeta, grande 4 volte la Terra, sarebbe abitato dagli Anunnaki.
Nella sua costruzione teorica, Sitchin affianca Nibiru al pianeta Tiamat, il quale sarebbe esistito collocandosi tra Marte e Giove. Sitchin suppone che Tiamat fosse un fiorente mondo con giungle ed oceani la cui orbita fu distrutta dall'arrivo di un grande pianeta e di una piccola stella che attraversò il sistema solare tra i 65 milioni e i 4 miliardi di anni fa. La nuova orbita assunta da Tiamat avrebbe fatto sì che esso collidesse con Nibiru. I detriti di questa collisione avrebbero dato vita alla fascia principale, alla Luna e alla Terra.

## Significati di Nibiru nei testi mesopotamici
Il nome deriva dalla lingua accadica e significa punto di attraversamento o di transizione. Nibiru per gli antichi popoli mesopotamici era il corpo celeste associato al dio Marduk. Secondo uno studio dell'assiriologo Immanuel Freedman, i testi cuneiformi a noi pervenuti mostrano che il nome Nebiru poteva essere assegnato ad ogni oggetto astronomico visibile che contrassegnasse la posizione dell'equinozio. Le traduzioni di Nibiru non sono sempre state coerenti e alcune di esse possono aver contribuito ad indurre in errore Sitchin.
Altre interpretazioni sono le seguenti. Nella maggior parte dei testi babilonesi, Nibiru è identificato col pianeta Giove; nella tavoletta n. 5 dell'Enūma eliš esso potrebbe invece corrispondere alla Stella Polare, che a quel tempo non era quella di oggi a causa della precessione degli equinozi e degli altri movimenti come la nutazione, ma poteva essere anche Thuban o forse Kochab.
Secondo gli antichi Sumeri e i Babilonesi, per misurare la precessione degli equinozi il cielo sarebbe stato diviso in 7 spicchi, ciascuno dedicato a uno dei 7 maggiori Anunnaki, ogni spicchio misurante circa 50 gradi sull'equatore celeste. Con la precessione l'equinozio di primavera si sposta nel corso dei secoli lungo l'eclittica, attraversando via via i vari spicchi in cui era diviso il cielo. Il passaggio del punto equinoziale da uno spicchio all'altro determinava l'attraversamento di una fascia di confine di circa 1,5 gradi, corrispondente a circa 3 volte il diametro apparente della Terra proiettata sulla Luna durante un'eclissi. Questa fascia di attraversamento era Nibiru, nella cui sezione la sovranità del cielo non apparteneva ad alcun Anunnaki particolare, permettendo dunque agli dèi di scendere sulla Terra. Ogni 3.600 anni si ripete il passaggio da uno spicchio di cielo all'altro, e si ha il ritorno di Nibiru.

## La posizione della comunità scientifica
Le teorie di Sitchin sono state ampiamente smentite sia dal punto di vista filologico e interpretativo della lingua sumera sia per ciò che concerne l'assoluta mancanza di basi scientifiche della sua "teoria" astronomica e archeologica.
In merito al presunto passaggio del grande pianeta che avrebbe dovuto sconvolgere la Terra nel 2012, astronomi e debunker come Phil Plait hanno fatto notare che se la previsione fosse stata esatta, un oggetto così grande e vicino alla Terra sarebbe stato visibile a occhio nudo così come a occhio nudo si vedono Giove e Saturno, inoltre avrebbe creato visibili effetti alle orbite degli altri pianeti. Inoltre l'astronomo Mike Brown critica la teoria rimarcando l'impossibilità fisica delle affermazioni sul passaggio del pianeta. Lieder sostiene che questo oggetto sia lo stesso "Pianeta X" già cercato da parte degli astronomi per spiegare le presunte discrepanze nelle orbite di Urano e Nettuno. Comunque nel 1992 l'astronomo Myles Standish dimostrò che queste discrepanze erano illusorie e oggi tutti gli astronomi concordano sul fatto che il Pianeta X non esista.
Un'altra tesi dei sostenitori dell'esistenza di Nibiru è l'identificazione di quest'ultimo con Nemesis, l'ipotetica stella nana bruna o rossa associata al Sole, ipotizzata da Richard Muller per spiegare una presunta regolarità delle estinzioni di massa osservata nella storia dei fossili. Muller sostenne che Nemesis, passando attraverso la nube di Oort a cadenze di alcuni milioni di anni, perturberebbe con la sua gravità le orbite degli oggetti della nube di Oort, causando l'entrata nel sistema solare di uno sciame di comete, alzando così le probabilità di una collisione che porterebbe a un'estinzione di massa. Tuttavia Nemesis, se esistesse, avrebbe un'orbita migliaia di volte più grande di quella proposta per Nibiru e non potrebbe mai avvicinarsi alla Terra.

## Nibiru e il 2012
Secondo una teoria diffusasi in questi anni attraverso internet, proposta nel 1995 dalla fondatrice del sito ZetaTalk Nancy Lieder che si descrive contattista, la Terra sarebbe dovuta essere distrutta dal passaggio di un grande pianeta denominato Nibiru o Pianeta X o Wormwood.
L'anno che i siti internet previdero per il passaggio fu il 2012, ma lo stesso Sitchin non concorda su questa data. Moltissimi astronomi e fisici hanno criticato e deriso questa fantasiosa teoria priva di fondamento scientifico.
I sostenitori di questa teoria ravvisarono una correlazione nel fatto che, secondo una interpretazione del testo Maya Popol Vuh, nel 2012 ha avuto inizio un nuovo "lungo computo", quello della cosiddetta quinta creazione, che terminerà tra altri 3600 anni.
Lo stesso Sitchin ha criticato l'associazione di questo scenario apocalittico con le sue ipotesi su Nibiru. Nel 2007, rispondendo in parte alle affermazioni di Lieder, ha pubblicato un libro intitolato Il giorno degli Dei. Il passato è il nostro futuro, in cui fissò la data dell'ultimo passaggio di Nibiru vicino alla Terra intorno al 600 a.C., il che significherebbe che non ritornerà a passare per almeno altri mille anni.
Whitley Strieber, autore del resoconto sui rapimenti alieni Communion, ha detto che, sebbene accetti la pretesa di rapimento alieno della signora Lieder, crede che le sue predizioni sulla fine del mondo siano un sintomo del suo trauma: "La visita di quelle presenze impossibili ed irresistibili crea dei disastri nelle convinzioni personali. È come se il mondo finisse. Ciò significa che le convinzioni, così come le conoscevamo e le vivevamo, sono finite."